# Bindengrüntaube
Die Bindengrüntaube (Treron bicinctus, auch Treron bicincta), auch Orangebrüstige Grüntaube oder Goldkropfgrüntaube genannt, ist eine Art der Taubenvögel. Sie ist in Südostasien in mehreren Unterarten verbreitet.

## Erscheinungsbild
Die Bindengrüntaube erreicht je nach Unterart eine Körperlänge zwischen 25,5 und 30 Zentimetern. Sie ähnelt sehr stark der Halsfleckengrüntaube. Das Gesicht und die Kehle sind gelbgrün. Das Brustgefieder ist mauvefarben überhaucht. Der Unterbauch ist gelblich. Die Schwanzfedern sind am Ende breit hellgrau gesäumt. Die Unterschwanzdecken sind hellbraun. Die Flügelfedern haben am Ende einen gelben Saum, so dass die Flügeldecken einen etwa 5 Millimeter breiten gelben Streifen aufweisen.

## Verbreitung und Verhalten
Die Bindengrüntaube kommt von Indien über Assam bis nach Bangladesch und den Inseln Hainan und Java vor. Wie alle Grüntauben handelt es sich bei ihr um eine baumbewohnende Taubenart. Wilde Feigen, Datteln und Beeren stellen einen großen Anteil in ihrem Nahrungsspektrum dar. Die Nester werden meist in Bäumen errichtet, die am Rand einer Waldöffnung stehen. Das Nest ist klein und nur lose zusammengefügt. Ein Gelege umfasst zwei Eier.

## Unterarten
- Treron bicinctus bicinctus (Jerdon, 1840) – Verbreitet auf dem indischen Subkontinent vom Fuß des Himalayamassivs (Uttarakhand bis Assam), Westghats (südlich von Goa), Ostghats. Südostasien  von Myanmar und Thailand bis Laos und Vietnam sowie die Malaiische Halbinsel.
- Treron bicinctus leggei E. J. O. Hartert, 1910 – Sri Lanka
- Treron bicinctus domvilii (Swinhoe, 1870) – Hainan
- Treron bicinctus javanus Robinson & Kloss, 1923 – Java und Bali